# Daniela Klotz
Daniela Klotz (Bolzano, 26 maggio 1995) è una hockeista su ghiaccio italiana, di ruolo portiere.

## Palmarès
- Campionato italiano femminile: 13

EV Bozen Eagles: 2009-2010, 2010-2011, 2011-2012, 2012-2013, 2013-2014, 2014-2015, 2015-2016, 2016-2017, 2017-2018, 2020-2021, 2021-2022, 2022-2023, 2023-2024
- EWHL: 2

EV Bozen Eagles: 2013-2014, 2016-2017